# Antonin Rolland

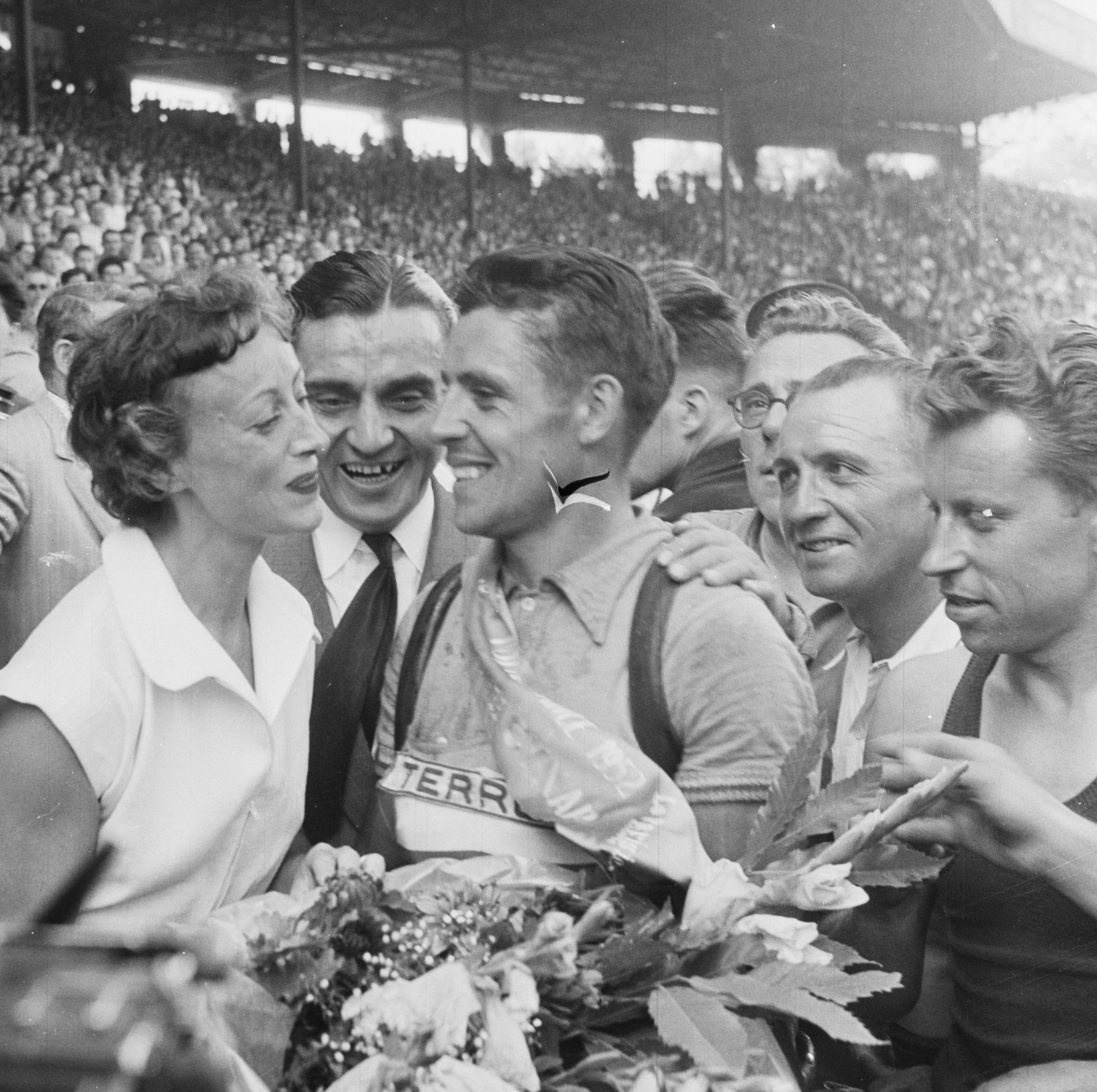
Antonin Rolland 1952

Antonin Rolland (* 3. September 1924 in Sainte-Euphémie) ist ein ehemaliger französischer Radrennfahrer und nationaler Meister im Radsport.

## Sportliche Laufbahn
Als Amateur gewann er den Grand Prix de Thizy und Paris–Tours für Amateure.
1947 wurde er Berufsfahrer und blieb bis 1961 aktiv, immer in französischen Radsportteams. Er gewann in den ersten beiden Jahren als Profi einige Rennen, seine ersten bedeutenden Erfolge waren zwei Etappensiege in der Rundfahrt Circuit des six Provinces 1949. 1950 konnte er dieses Etappenrennen für sich entscheiden wie auch den Grand Prix Midi Libre. 1953 gewann er Etappen in der Algerien-Rundfahrt und im Critérium du Dauphiné. In der Trofeo Baracchi wurde er Zweiter mit Jacques Anquetil als Partner. 1954 gewann er eine Etappe der Tour du Sud-Est. 1955 konnte er eine Etappe der Tour de France gewinnen. Im Rennen der UCI-Straßen-Weltmeisterschaften wurde er als 9. klassiert, 1950 wurde er 12., 1953 dann 15.  Den Grand Prix Midi Libre gewann er erneut 1956. In der Saison 1957 gewann er eine Etappe des Giro d’Italia und 1958 die Gesamtwertung der Sardinien-Rundfahrt. Das Rennen Bourg–Genf–Bourg gewann er viermal, sooft wie kein anderer Fahrer.
Er brachte es auf zehn Teilnahmen in der Tour de France und beendete alle Rundfahrten. 1955 wurde er Fünfter und trug das Gelbe Trikot für 12 Tage. Den Giro d’Italia bestritt er 1957 (10.) und fuhr einen Tag im Rosa Trikot, 1958 wurde er 58. Die Vuelta a España beendete er 1960 als 14.

## Familiäres
Seine Enkelin Marion Rolland ist Weltmeisterin im Skisport 2013 (Abfahrtslauf).